# Robin Hood: Prince of Thieves
Robin Hood: Prince of Thieves is een Engelse-Amerikaanse film uit 1991, geregisseerd door Kevin Reynolds. De film is gebaseerd op de legende van Robin Hood, en was de duurste Robin Hood-film tot dan toe met een budget van 43 miljoen dollar. De hoofdrollen werden vertolkt door Kevin Costner, Alan Rickman, Mary Elizabeth Mastrantonio, Morgan Freeman en Christian Slater.

## Verhaal
Robin of Locksley, een Britse edelman, sluit zich aan bij koning Richard I van Engeland wanneer deze de Derde Kruistocht organiseert. In Jeruzalem wordt Robin echter gevangen en opgesloten, samen met zijn vriend Peter. De twee kunnen later uit de gevangenis ontsnappen. Peter komt hierbij om het leven, maar laat Robin beloven dat deze zijn zus, Lady Marian, zal beschermen. Robin redt tijdens zijn ontsnapping het leven van een man genaamd Azeem, die daarom trouw zweert aan Robin tot hij zijn schuld heeft afbetaald.
Terug in Engeland ontdekt Robin dat alles wat van hem was gestolen of vernield is door de sheriff van Nottingham. De sheriff regeert tevens over het land sinds de afwezigheid van Koning Richard, samen met zijn neef Guy van Gisburne en de heks Mortianna. Robin en Azeem worden direct na hun terugkomst aangevallen door de mannen van de sheriff. Bij een poging aan hen te ontkomen, ontmoeten de twee een bende outlaws onder leiding van Kleine Jan. Robin neemt het bevel over de groep over, en gaat met hen de strijd aan met de sheriff. Hij leert hen vechten en boogschieten. 
De groep begint met het overvallen van Britse soldaten, om de buit onder de armen te verdelen. Een van hun slachtoffers is Broeder Tuck, die zich ook bij de bende aansluit. De sheriff plaatst steeds hogere beloningen op Robins’ hoofd, maar het volk steunt hem aan alle kanten.
De sheriff heeft er uiteindelijk genoeg van, en besluit Keltische krijgers in te huren om zijn leger te versterken. Met deze extra soldaten organiseert hij een massale aanval op de schuilplaats van de outlaws. Veel van hen worden gevangen en ter dood veroordeeld. Lady Marian probeert hulp in te roepen vanuit Frankrijk, maar de sheriff stopt haar.
Robin en een aantal van zijn volgelingen hebben kunnen ontkomen aan de aanval, en beramen een tegenactie. Ze dringen het kasteel binnen en bevrijden de gevangenen. Robin doodt de sheriff. Robin wordt zelf bijna gedood door Mortianna, maar Azeem redt hem en betaalt hem zo terug. Robin en Marian trouwen, waarna tot ieders verbazing Koning Richard terugkeert.

## Rolverdeling
| Acteur                      | Personage             |
| --------------------------- | --------------------- |
| Kevin Costner               | Robin Hood            |
| Alan Rickman                | Sheriff of Nottingham |
| Morgan Freeman              | Azeem                 |
| Mary Elisabeth Mastrantonio | Marian                |
| Christian Slater            | Will Scarlet          |
| Nick Brimble                | Little John           |
| Jack Wild                   | Much the Miller's Son |
| Mike McShane                | Friar Tuck            |
| Michael Wincott             | Guy of Gisburne       |
| Sean Connery                | Koning Richard        |
| Geraldine McEwan            | Mortianna             |
| Harold Innocent             | Bisschop van Hereford |

## Achtergrond

### Productie
De verhaallijn werd losjes gebaseerd op de succesvolle televisieserie Robin of Sherwood, het karakter van Nasir wilden de makers kopiëren naar film. Maar om een rechtszaak te voorkomen werd de naam van Nasir veranderd in Azeem.
Regisseur Reynolds had tijdens de opnames vaak ruzie met hoofdrolspeler Costner. De geruchten gingen dat bij het afmonteren van de film de ruzie zelfs zo hoog opliep, dat de eindmontage door Costner zelf is gedaan.

### Muziek
Bryan Adams stond in 1991 11 weken lang op de nummer 1-positie in de Nederlandse Top 40 en 12 weken lang op nummer 1 in de Nationale Top 100 (beide hitlijsten werden uitgezonden op Radio 3) met  '(Everything I Do) I Do It for You' . De single diende als filmmuziek.

### Reacties
De film werd een groot succes. In de Verenigde Staten bracht de film circa $173 miljoen dollar op, en wereldwijd ongeveer 300 miljoen dollar. Daarmee was het de op een na meest succesvolle film van 1991 (alleen Terminator 2: Judgment Day was succesvoller). Kijkers van de film waren doorgaans erg positief over de film, maar critici waren er minder over te spreken. Volgens veel critici lag de nadruk van de film te veel op de actiescènes.

## Prijzen
De film won 13 prijzen, en werd voor nog eens 16 andere prijzen genomineerd waaronder een Oscar-nominatie voor beste lied. De gewonnen prijzen zijn:
1991
- De Golden Screen

1992
- De ASCAP Award voor Most Performed Songs from Motion Pictures (Bryan Adams, Robert John Lange)
- De BAFTA Film Award voor beste mannelijke bijrol (Alan Rickman)
- De BMI Film Music Award
- De BMI award voor Most Performed Song from a Film.
- De Evening Standard British Film Award voor beste acteur (Alan Rickman)
- De Grammy Award voor Best Song Written Specifically for a Motion Picture or for Television
- De ALFS Award voor Britse acteur van het jaar (Alan Rickman)
- De MTV Movie Award voor beste filmlied
- De Golden Reel Award voor beste geluidsmontage
- De Golden Raspberry Award voor slechtste acteur (Kevin Costner)
- De Young Artist Award voor beste familiefilm – drama
- De Young Artist Award voor beste jonge acteur in een bijrol (Daniel Newman)